# Steve Bizasène
Steve Bizasène (ur. 24 kwietnia 1970) – gwadelupski piłkarz i trener piłkarski.

## Kariera piłkarska

### Kariera klubowa
W 1991 rozpoczął karierę piłkarską w AS Beauvais Oise. W latach 1998–2002 występował w ES Wasquehal. W 2007 zakończył karierę piłkarską w US Lesquin.

### Kariera reprezentacyjna
Bronił barw narodowej reprezentacji Gwadelupy.

## Kariera trenerska
We wrześniu 2012 stał na czele narodowej reprezentacji Gwadelupy.